# Замок Гохсхайм
Замок Гохсхайм (нем. Graf-Eberstein-Schloss — «Замок графа Эберштейн») — это средневековый замок в городе Крайхталь на северо-западе Баден-Вюртемберга, Германия. Замок был одной из резиденций графского рода Эберштейн. Частично сохранившееся сооружение с XIX века находится в собственности муниципалитета и в настоящее время используется частично как музей.

## История

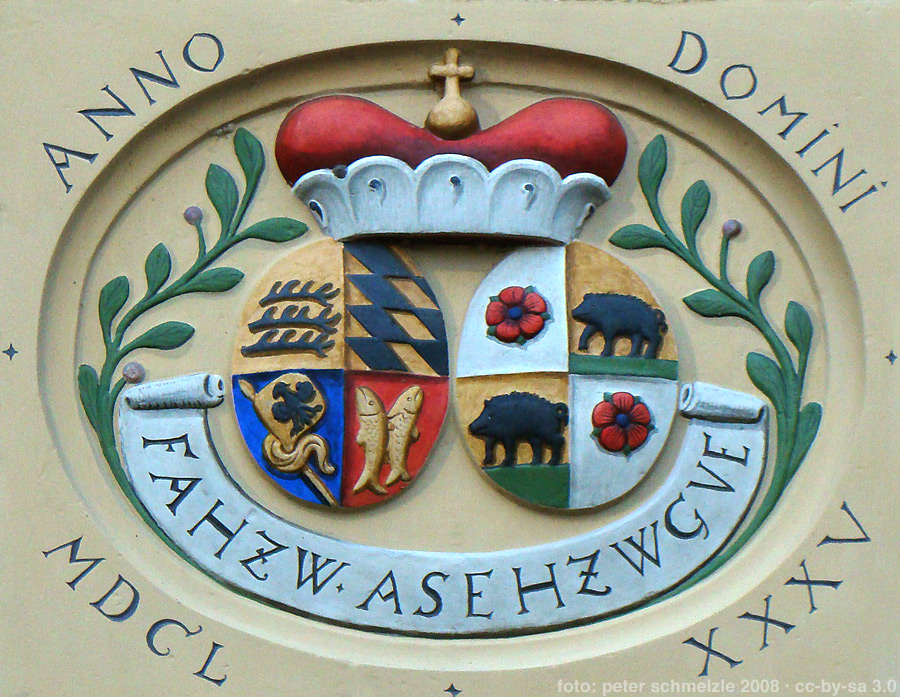
Герб Вюртемберг-Нойенштадт/Эберштейн

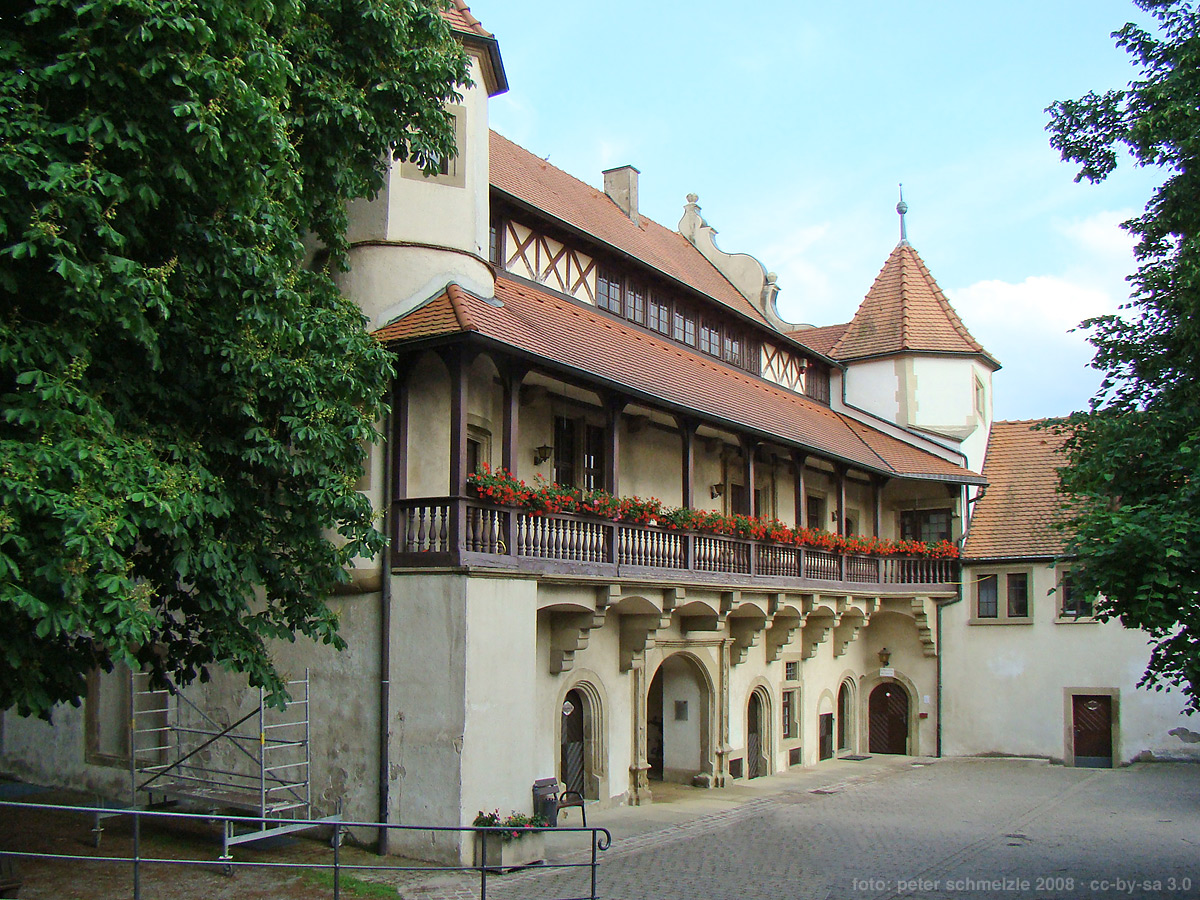
Бывший двор заднего замка

Замок расположен на месте бывшего замка на возвышенности к западу над Крайхбахом. Вокруг средневекового замка в начале 1278 года впервые появился город Гохсхайм. Замок принадлежал графу Эберштейну, который в 1520 году решил построить новый замок. К 1580 году был построен комплекс в стиле ренессанс из маленького Переднего замка и большого Заднего замка. За дворцовым комплексом (на месте сегодняшней школы) находился когда-то величественный винный пресс.
После ранней смерти Казимира Эберштейна в 1660 году, который не оставил потомков мужского пола, имущество Эберштейна перешло через его дочь Альбертину Софи Эстер († 1728), которая была замужем за Фридрихом-Августом фон Вюртемберг-Нойенштадт († 1716), к Вюртембергу.
Замок был несколько раз поврежден: при разрушении города французами в 1689 году во время войны за Пфальцское наследство, а также при городском пожаре в 1739 году.
В 1828/29 большой задний замок был снесен, оставшийся передний замок перешёл во владение города и одно время использовался как школа; нынешний облик замок получил в 1905 году после постройки новой школы.
К числу сохранившихся оригинальных частей замка от его создания в XVI веке относятся лестница в башне, главный вход и лепнина в комнате башни. Здание в дворе замка является бывшим хозяйственным зданием, ранее здесь размещались конюшни и каретник, вероятно, это единственные сохранившиеся остатки средневекового замка из-за видимой на южной стороне кладки.
Над порталом висит герб вюртембергско-эберштейнского союза с инициалами герцогской пары: Фридрих Август, герцог Вюртембергский и Альбертина София Эстер, герцогиня Вюртембергская, графиня фон Эберштейн.

## Сегодняшнее использование
На территории замка сегодня находится музей города Крайхталь (нем. Museum der Stadt Kraichtal) и библиотека Крайхгау Гохсхайм (нем. Kraichgau-Bibliothek Gochsheim). В музее представлено около 100 произведений художника из Карлсруэ Карла Хаббуха, который умер в 1979 году. На верхнем этаже находится крупнейшая в мире выставка утюгов (около 1300 экземпляров) коллекционера Генриха Зоммера. Здесь также находится фонд воинов с работами богослова, фольклориста и художника Карла Кригера, а также многочисленные рисунки Маргарет Кригер. В музее также находятся медные и кузнечные мастерские.